# 2016-os atlétikai Európa-bajnokság
A 2016-os atlétikai Európa-bajnokság a 23. szabadtéri Eb volt. A versenyeket július 6. és 10. között rendezték Amszterdamban, Hollandiában. Összesen 44 versenyszámban osztottak érmeket, a félmaratonban egyéniben és csapatban is győztest hirdettek.

## A magyar sportolók eredményei
Magyarország az Európa-bajnokságon 32 sportolóval képviseltette magát.
Érmesek
| Érem  | Versenyző    | Versenyszám     | Dátum     |
| ----- | ------------ | --------------- | --------- |
| Ezüst | Márton Anita | Női súlylökés   | július 7. |
| Ezüst | Baji Balázs  | Férfi 110 m gát | július 9. |

## Éremtáblázat
(A táblázatban a rendező nemzet és Magyarország eltérő háttérszínnel kiemelve.)
| Helyezés | Nemzet           | Arany | Ezüst | Bronz | Összesen |
| 1.       | Lengyelország    | 6     | 5     | 1     | 12       |
| 2.       | Németország      | 5     | 4     | 7     | 16       |
| 3.       | Nagy-Britannia   | 5     | 3     | 8     | 16       |
| 4.       | Törökország      | 4     | 5     | 3     | 12       |
| 5.       | Hollandia        | 4     | 1     | 2     | 7        |
| 6.       | Spanyolország    | 3     | 4     | 1     | 8        |
| 7.       | Portugália       | 3     | 1     | 2     | 6        |
| 8.       | Franciaország    | 2     | 5     | 3     | 10       |
| 9.       | Olaszország      | 2     | 2     | 3     | 7        |
| 10.      | Belgium          | 2     | 1     | 0     | 3        |
| 11.      | Svájc            | 2     | 0     | 3     | 5        |
| 12.      | Fehéroroszország | 1     | 2     | 0     | 3        |
| 13.      | Norvégia         | 1     | 0     | 2     | 3        |
| 14.      | Horvátország     | 1     | 0     | 1     | 2        |
| 14.      | Görögország      | 1     | 0     | 1     | 2        |
| 14.      | Szerbia          | 1     | 0     | 1     | 2        |
| 17.      | Dánia            | 1     | 0     | 0     | 1        |
| 17.      | Lettország       | 1     | 0     | 0     | 1        |
| 17.      | Ukrajna          | 1     | 0     | 0     | 1        |
| 20.      | Csehország       | 0     | 4     | 0     | 4        |
| 21.      | Bulgária         | 0     | 3     | 0     | 3        |
| 22.      | Svédország       | 0     | 2     | 2     | 4        |
| 23.      | Magyarország     | 0     | 2     | 0     | 2        |
| 24.      | Albánia          | 0     | 1     | 0     | 1        |
| 24.      | Izrael           | 0     | 1     | 0     | 1        |
| 24.      | Litvánia         | 0     | 1     | 0     | 1        |
| 27.      | Ausztria         | 0     | 0     | 1     | 1        |
| 27.      | Azerbajdzsán     | 0     | 0     | 1     | 1        |
| 27.      | Észtország       | 0     | 0     | 1     | 1        |
| 27.      | Finnország       | 0     | 0     | 1     | 1        |
| 27.      | Írország         | 0     | 0     | 1     | 1        |
| 27.      | Szlovénia        | 0     | 0     | 1     | 1        |
|          | Összesen         | 46    | 47    | 46    | 139      |

## Eredmények
- WR – világrekord
- CR – Európa-bajnoki rekord
- EU23 – 23 éven aluli Európa-rekord
- AR – kontinensrekord
- NR – országos rekord
- PB – egyéni rekord
- WL – az adott évben aktuálisan a világ legjobb eredménye
- EL – az adott évben aktuálisan Európa legjobb eredménye
- SB – az adott évben aktuálisan az egyéni legjobb eredmény

### Férfiak
| Versenyszám     | Arany                                                                          | Arany      | Ezüst                                                                              | Ezüst        | Bronz                                                                               | Bronz       |
| --------------- | ------------------------------------------------------------------------------ | ---------- | ---------------------------------------------------------------------------------- | ------------ | ----------------------------------------------------------------------------------- | ----------- |
| 100 m           | Churandy Martina · Hollandia                                                   | 10,07 SB   | Jak Ali Harvey · Törökország                                                       | 10,07        | Jimmy Vicaut · Franciaország                                                        | 10,08       |
| 200 m           | Bruno Hortelano · Spanyolország                                                | 20,45      | Ramil Guliyev · Törökország                                                        | 20,51        | Daniel Talbot · Nagy-Britannia                                                      | 20,56       |
| 400 m           | Martyn Rooney · Nagy-Britannia                                                 | 45,29      | Pavel Maslák · Csehország                                                          | 45,36        | Liemarvin Bonevacia · Hollandia                                                     | 45,41 SB    |
| 800 m           | Adam Kszczot · Lengyelország                                                   | 1:45,18    | Marcin Lewandowski · Lengyelország                                                 | 1:45,54      | Elliot Giles · Nagy-Britannia                                                       | 1:45,54 PB  |
| 1500 m          | Filip Ingebrigtsen · Norvégia                                                  | 3:46,65    | David Bustos · Spanyolország                                                       | 3:46,90      | Henrik Ingebrigtsen · Norvégia                                                      | 3:47,18     |
| 5000 m          | Ilias Fifa · Spanyolország                                                     | 13:40,85   | Adel Mechaal · Spanyolország                                                       | 13:40,85     | Richard Ringer · Németország                                                        | 13:40,85 SB |
| 10 000 m        | Polat Kemboi Arıkan · Törökország                                              | 28:18,52   | Ali Kaya · Törökország                                                             | 28:21,42     | Antonio Abadía · Spanyolország                                                      | 28:26,07    |
| Félmaraton      | Tadesse Abraham · Svájc                                                        | 1:02:03    | Kaan Kigen Özbilen · Törökország                                                   | 1:02:27      | Daniele Meucci · Olaszország                                                        | 1:02:38     |
| Félmaraton      | Svájc                                                                          | 3:12:04    | Spanyolország                                                                      | 3:12:06      | Olaszország                                                                         | 3:12:41     |
| 110 m gát       | Dimitri Bascou · Franciaország                                                 | 13,25      | Baji Balázs · Magyarország                                                         | 13,28 NR     | Wilhem Belocian · Franciaország                                                     | 13,33       |
| 400 m gát       | Yasmani Copello · Törökország                                                  | 48,98      | Sergio Fernández · Spanyolország                                                   | 49,06        | Kariem Hussein · Svájc                                                              | 49,10       |
| 3000 m akadály  | Mahiedine Mekhissi-Benabbad · Franciaország                                    | 8:25,63    | Aras Kaya · Törökország                                                            | 8:29,91 PB   | Yoann Kowal · Franciaország                                                         | 8:30,79     |
| 4 × 100 m váltó | Nagy-Britannia · James Dasaolu · Adam Gemili · James Ellington · Chijindu Ujah | 38,17      | Franciaország · Marvin René · Stuart Dutamby · Mickael-Meba Zeze · Jimmy Vicaut    | 38,38 SB     | Németország · Julian Reus · Sven Knipphals · Roy Schmidt · Lucas Jakubczyk          | 38,47       |
| 4 × 400 m váltó | Belgium · Julien Watrin · Jonathan Borlée · Dylan Borlée · Kévin Borlée        | 3:01:10 EL | Lengyelország · Rafał Omelko · Kacper Kozłowski · Łukasz Krawczuk · Jakub Krzewina | 3:01:18 SB   | Nagy-Britannia · Rabah Yousif · Delano Williams · Jack Green · Matthew Hudson-Smith | 3:01:44 SB  |
| Magasugrás      | Gianmarco Tamberi · Olaszország                                                | 232 cm     | Robbie Grabarz · Nagy-Britannia                                                    | 229 cm       | Chris Baker · Nagy-Britannia · Eike Onnen · Németország                             | 229 cm      |
| Rúdugrás        | Robert Sobera · Lengyelország                                                  | 560 cm     | Jan Kudlička · Csehország                                                          | 560 cm       | Robert Renner · Szlovénia                                                           | 550 cm      |
| Távolugrás      | Greg Rutherford · Nagy-Britannia                                               | 825 cm     | Michel Tornéus · Svédország                                                        | 821 cm SB    | Ignisious Gaisah · Hollandia                                                        | 793 cm      |
| Hármasugrás     | Max Hess · Németország                                                         | 17,20 m EL | Karol Hoffmann · Lengyelország                                                     | 17,16 m PB   | Julian Reid · Nagy-Britannia                                                        | 16,76 m SB  |
| Súlylökés       | David Storl · Németország                                                      | 21,31 m EL | Michał Haratyk · Lengyelország                                                     | 21,19 m      | Tsanko Arnaudov · Portugália                                                        | 20,59 m SB  |
| Diszkoszvetés   | Piotr Małachowski · Lengyelország                                              | 67,06 m    | Philip Milanov · Belgium                                                           | 65,71 m      | Gerd Kanter · Észtország                                                            | 65,27 m SB  |
| Gerelyhajítás   | Zigismunds Sirmais · Lettország                                                | 86,66 m PB | Vítězslav Veselý · Csehország                                                      | 83,59 m      | Antti Ruuskanen · Finnország                                                        | 82,44 m     |
| Kalapácsvetés   | Paweł Fajdek · Lengyelország                                                   | 80,93 m    | Ivan Cihan · Fehéroroszország                                                      | 78,84 m      | Wojciech Nowicki · Lengyelország                                                    | 77,53 m     |
| Tízpróba        | Thomas Van der Plaetsen · Belgium                                              | 8218 pont  | Adam Helcelet · Csehország                                                         | 8157 pont SB | Mihail Dudaš · Szerbia                                                              | 8153 pont   |

### Nők
| Versenyszám     | Arany                                                                              | Arany             | Ezüst                                                                            | Ezüst            | Bronz                                                                                          | Bronz        |
| --------------- | ---------------------------------------------------------------------------------- | ----------------- | -------------------------------------------------------------------------------- | ---------------- | ---------------------------------------------------------------------------------------------- | ------------ |
| 100 m           | Dafne Schippers · Hollandia                                                        | 10,90             | Ivet Lalova-Collio · Bulgária                                                    | 11,20            | Mujinga Kambundji · Svájc                                                                      | 11,25        |
| 200 m           | Dina Asher-Smith · Nagy-Britannia                                                  | 22,37 SB          | Ivet Lalova-Collio · Bulgária                                                    | 22,52 SB         | Gina Lückenkemper · Németország                                                                | 22,74        |
| 400 m           | Libania Grenot · Olaszország                                                       | 50,73             | Floria Gueï · Franciaország                                                      | 51,21            | Anyika Onuora · Nagy-Britannia                                                                 | 51,47 SB     |
| 800 m           | Nataliya Pryshchepa · Ukrajna                                                      | 1:59,70           | Rénelle Lamote · Franciaország                                                   | 2:00,19          | Lovisa Lindh · Svédország                                                                      | 2:00,37 PB   |
| 1500 m          | Angelika Cichocka · Lengyelország                                                  | 4:33,00           | Sifan Hassan · Hollandia                                                         | 4:33,76          | Ciara Mageean · Írország                                                                       | 4:33,78      |
| 5000 m          | Yasemin Can · Törökország                                                          | 15:18,15          | Meraf Bahta · Svédország                                                         | 15:20,54         | Stephanie Twell · Nagy-Britannia                                                               | 15:20,70     |
| 10 000 m        | Yasemin Can · Törökország                                                          | 31:12,86 EL, EU23 | Dulce Félix · Portugália                                                         | 31:19,03 PB      | Karoline Bjerkeli Grøvdal · Norvégia                                                           | 31:23,45 PB  |
| Félmaraton      | Sara Moreira · Portugália                                                          | 1:10:19           | Veronica Inglese · Olaszország                                                   | 1:10:35          | Jéssica Augusto · Portugália                                                                   | 1:10:55      |
| Félmaraton      | Portugália                                                                         | 3:33:53           | Olaszország                                                                      | 3:36:38          | Törökország                                                                                    | 3:39:59      |
| 100 m gát       | Cindy Roleder · Németország                                                        | 12,62 EL          | Alina Talaj · Fehéroroszország                                                   | 12,68            | Tiffany Porter · Nagy-Britannia                                                                | 12,76        |
| 400 m gát       | Sara Slott Petersen · Dánia                                                        | 55,12 SB          | Joanna Linkiewicz · Lengyelország                                                | 55,33            | Lea Sprunger · Svájc                                                                           | 55,41        |
| 3000 m akadály  | Gesa-Felicitas Krause · Németország                                                | 9:18,85 EL        | Luiza Gega · Albánia                                                             | 9:28,52 NR       | Özlem Kaya · Törökország                                                                       | 9:35,05 SB   |
| 4 × 100 m váltó | Hollandia · Jamile Samuel · Dafne Schippers · Tessa van Schagen · Naomi Sedney     | 42,04 NR          | Nagy-Britannia · Asha Philip · Dina Asher-Smith · Bianca Williams · Daryll Neita | 42,45 SB         | Németország · Tatjana Pinto · Lisa Mayer · Gina Luckenkemper · Rebekka Haase                   | 42,48        |
| 4 × 400 m váltó | Nagy-Britannia · Emily Diamond · Anyika Onuora · Eilidh Doyle · Seren Bundy-Davies | 3:25,05 WL        | Franciaország · Phara Anacharsis · Brigitte Ntiamoah · Marie Gayot · Floria Guei | 3:25,96 SB       | Olaszország · Maria Benedicta Chigbolu · Maria Enrica Spacca · Chiara Bazzoni · Libania Grenot | 3:27,49 SB   |
| Magasugrás      | Ruth Beitia · Spanyolország                                                        | 198 cm SB         | Mirela Demireva · Bulgária · Airinė Palšytė · Litvánia                           | 196 cm 196 cm SB | nem adták ki                                                                                   | nem adták ki |
| Rúdugrás        | Katerína Sztefanídi · Görögország                                                  | 481 cm CR         | Lisa Ryzih · Németország                                                         | 470 cm SB        | Angelica Bengtsson · Svédország                                                                | 465 cm SB    |
| Távolugrás      | Ivana Španović · Szerbia                                                           | 694 cm            | Jazmin Sawyers · Nagy-Britannia                                                  | 686 cm           | Malaika Mihambo · Németország                                                                  | 665 cm       |
| Hármasugrás     | Patricia Mamona · Portugália                                                       | 14,58 m NR        | Hanna Minenko · Izrael                                                           | 14,51 m          | Parászkevi Papakrisztú · Görögország                                                           | 14,47 m      |
| Súlylökés       | Christina Schwanitz · Németország                                                  | 20,17 m EL        | Márton Anita · Magyarország                                                      | 18,72 m          | Emel Dereli · Törökország                                                                      | 18,22 m      |
| Diszkoszvetés   | Sandra Perković · Horvátország                                                     | 69,97 m           | Julia Fischer · Németország                                                      | 65,77 m          | Shanice Craft · Németország                                                                    | 63,89 m      |
| Gerelyhajítás   | Tatsiana Khaladovich · Fehéroroszország                                            | 66,34 m NR        | Linda Stahl · Németország                                                        | 65,25 m SB       | Sara Kolak · Horvátország                                                                      | 63,50 m NR   |
| Kalapácsvetés   | Anita Włodarczyk · Lengyelország                                                   | 78,14 m           | Betty Heidler · Németország                                                      | 75,77 m SB       | Hanna Skydan · Azerbajdzsán                                                                    | 73,83 m      |
| Hétpróba        | Anouk Vetter · Hollandia                                                           | 6626 pont NR      | Antoinette Nana Djimou · Franciaország                                           | 6458 pont SB     | Ivona Dadic · Ausztria                                                                         | 6408 pont NR |